# Owghlan
Owghlan é uma cidade do Afeganistão, localizada na província de Balkh.